# 安邦彦
安邦彦（16世纪—1628年），明朝彝族人，為奢安之亂主謀之一。
根据《罗甸安氏流衍图》可知，安邦彦之父为安国桢，安国桢是安万铨之子安智的儿子。水西土司安国亨在位时曾杀死安智的弟弟安信，后来安智引导明军进攻水西，安国亨被迫求和，并割地安置了安智母子，但安智的后代与水西土司长期不和。
安邦彥被明廷授予土同知的稱號，他的領地位於那威（今畢節市織金縣官寨苗族鄉）。他是雄書安氏的始祖，有子五人：安廷元、安廷佐、安廷侯、安武功、安國才。
1613年，年幼的安位继任水西土司之位，由母親奢社輝攝政。奢社輝與兄長永寧宣撫奢崇明爭奪土地，互相仇殺。而安邦彦素懷異志，便與奢崇明勾結。奢崇明起兵反叛明朝後，安邦彥控制了水西並舉兵響應，安位無法制衡他，成為他的傀儡。安邦彦自称罗甸王，得到水東土司宋萬化的支持，率兵攻陷畢節，分兵破安順、平壩、沾益。天啟二年（1622年）二月，安邦彦率領數十萬大軍围困贵阳十餘月，城中軍民男婦四十萬餓死幾盡，僅餘二百人。十二月，王三善領兵解圍。安邦彥退往陸廣河外，王三善要求安位母子擒其來獻，但王三善在天啓四年（1624年）中計身亡，明軍再度處於劣勢。
崇祯元年（1628年），奢崇明自称大梁王、安邦彦为四裔大长老，其部眾都封為元帥，全軍前往永寧，攻擊赤水。總督貴雲川廣軍務朱燮元以奇兵進行突襲，安邦彥、奢崇明皆陣亡，不久後安位投降，奢安之亂被平定。